# Rury (Lublin)
Rury – dzielnica Lublina w południowo-zachodniej części miasta. Rozwinęła się na wyżynnych terenach dawnych pól miejskich rozciągających się do Konopnicy. Od 23 lutego 2006 r. także dzielnica administracyjna miasta, która oprócz samych Rur, obejmuje również prawie całe osiedle LSM.

## Historia
Na przełomie XV i XVI wieku, gdy zbudowano biegnący wzdłuż folwarków klasztornych wodociąg doprowadzający wodę dla Lublina z Wrotkowa, folwarki zaczęto nazywać Rurami. Obok Rur Świętoduskich w XVI wieku pojawiły się Rury Jezuickie, własność osiadłego w Lublinie w 1582 roku zakonu jezuitów, a w XVII i XVIII wieku również Rury Bonifraterskie, to jest folwark bonifratrów, opiekujących się szpitalem psychiatrycznym na Czwartku, oraz Rury Brygidkowskie należące do sprowadzonych do Lublina w 1426 roku sióstr brygidek. W ten sposób zakony osiadłe w Lublinie w ciągu XV–XVIII wieku zagospodarowały tereny rozciągające się na południowy zachód od miasta, tworząc tu osiedla folwarczne.
Przez Rury prowadziły kiedyś drogi na Wilkołaz, Kraśnik, w kierunku Jarosławia, Rzeszowa, odgałęzienia do Konopnicy, Bełżyc i Opola. Osadnictwo skupiało się nad rzeką i wzdłuż ul. Nadbystrzyckiej. Jeszcze w XX wieku istniały zabudowania pofolwarczne, a na terenach wyżynnych rozwijało się cegielnictwo. Cegielnię "Rury" zlikwidowano w 1970 roku. Występujące w rejonie rzeki piaski były od dawna eksploatowane przez ludność.
Od początku XX wieku wieś Rury była wchłaniana przez zabudowę miejską. Na terenach niegdyś rolniczych i pocegielnianych od 1957 rozwija się Lubelska Spółdzielnia Mieszkaniowa. Obszar został podzielony na szereg osiedli.
Latem 1940 roku wąwóz znajdujący się nieopodal Rur Jezuickich (obecnie część parku "Rury", leżącego na pograniczu osiedla im. B. Prusa i Czubów) został wybrany przez Niemców na miejsce straceń polskich więźniów politycznych. Od 29 czerwca do 15 sierpnia 1940 funkcjonariusze SS i policji niemieckiej przeprowadzili tam pięć egzekucji, w trakcie których zamordowano co najmniej 450 Polaków przywiezionych z więzienia na Zamku Lubelskim. Ofiary upamiętnia granitowy pomnik.

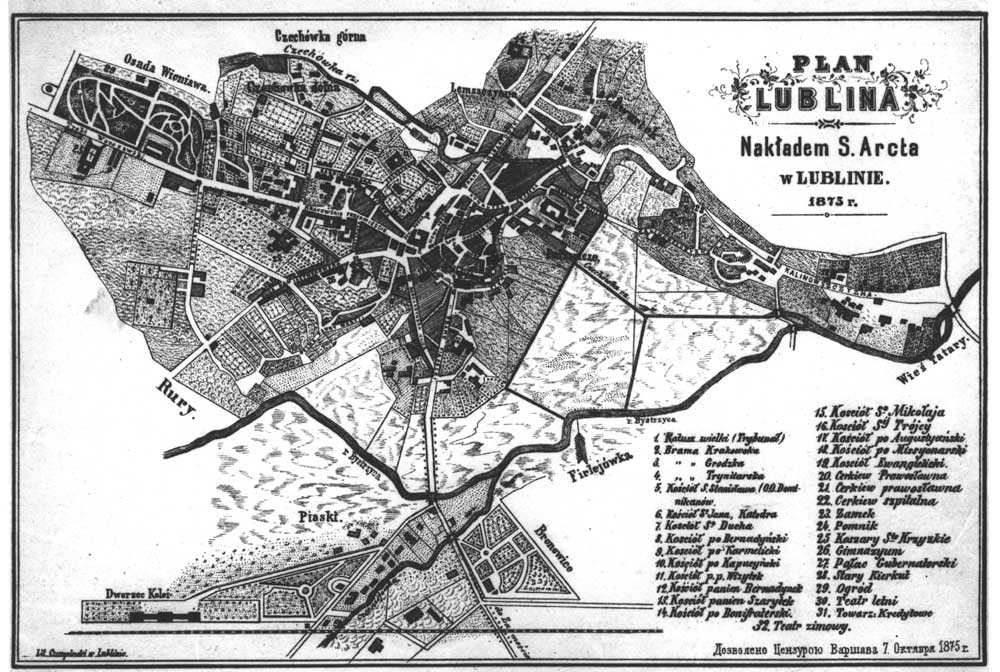
Rury na mapie Lublina z 1875 roku

## Administracja
Granice dzielnic administracyjnych Rur określa statut dzielnicy uchwalony 19 lutego 2009. Granice Rur tworzą: od północy ul. Nadbystrzycka – ul. Głęboka – ul. Plażowa, od wschodu Bystrzyca – ul. Nadbystrzycka, od południa wąwóz na Rurach, a od zachodu ul. Armii Krajowej – ul. Bohaterów Monte Cassino – ul. Bohaterów Monte Cassino w kierunku ul. Krasińskiego – ul. Krasińskiego – ul. Zana – ul. Balladyny – ul. Balladyny w kierunku ul. Głębokiej.
Rury mają powierzchnię 3,61 km². Według stanu na 30 czerwca 2018 na pobyt stały na Rurach było zarejestrowanych 28 781 osób.